# Barbona
Barbona är en ort och kommun i provinsen Padova i regionen Veneto i Italien. Kommunen hade 628 invånare (2018).